# Galaxias Fossae
Le Galaxias Fossae sono una struttura geologica della superficie di Marte.